# William Fitzwilliam (1er comte Fitzwilliam)
William Fitzwilliam, 1er comte Fitzwilliam (29 avril 1643 - 28 décembre 1719) est un noble anglais, un homme politique whig et un pair.

## Biographie
Il est le fils de William Fitzwilliam (2e baron Fitzwilliam) et de Jane Perry. Le 21 février 1658, il succède à son père. Comme son titre est dans la pairie d'Irlande, il peut siéger à la Chambre des communes d’Angleterre en tant que député de Peterborough de 1667 à 1679 et en 1681. Le 21 juillet 1716, il est nommé vicomte Milton et comte Fitzwilliam, deux titres de la pairie d'Irlande.
Le 10 mai 1669, il épouse Anne Cremor, fille et unique héritière d'Edmund Cremor et Anne Tryce. Son fils aîné, John Fitzwilliam (2e comte Fitzwilliam) lui succède.